# 南马庄乡
南马庄乡，是中华人民共和国河北省保定市涞源县下辖的一个乡镇级行政单位。

## 行政区划
南马庄乡下辖以下地区：
马庄村、向阳会村、小关城村、望天岭村、桑树堰村、黄柏寺村、桦木沟村、谢台村、范台村、焦树庄村、向阳湾村、狼牙口村、范庄旺村和古道村。